# 렐렉스
렐렉스(Lelex)는 그리스 신화에 나오는 인물이다. 펠로폰네소스반도 남부 라코니아를 지배한 최초의 왕으로 알려진 인물이다. 렐렉스는 대지에서 솟아난 인간으로 그가 다스릴 때 라코니아는 렐레기아라는 이름으로 불렸다. 그리고 여기에서 에게 해 연안 지역에 살던 렐레기아인의 명칭이 비롯되었다고 한다. 렐렉스의 가계는 문헌마다 차이가 있다. 그는 샘의 님프인 클레오카레이아와 결혼해서 밀레스, 폴리카온, 프테렐라오스, 크테손 등을 낳았다.